# Campeonato Mundial de Patinação Artística no Gelo de 2015
O Campeonato Mundial de Patinação Artística no Gelo de 2015 foi a centésima quinta edição do Campeonato Mundial de Patinação Artística no Gelo, um evento anual de patinação artística no gelo organizado pela União Internacional de Patinação (em inglês:  International Skating Union) onde os patinadores artísticos competem pelo título de campeão mundial. A competição foi disputada entre os dias 23 de março e 29 de março, na cidade de Xangai, China.

## Eventos
- Individual masculino
- Individual feminino
- Duplas
- Dança no gelo

## Medalhistas
| Evento                        | Ouro                                             | Prata                                       | Bronze                                |
| Individual masculino detalhes | Javier Fernández · Espanha                       | Yuzuru Hanyu · Japão                        | Denis Ten · Cazaquistão               |
| Individual feminino detalhes  | Elizaveta Tuktamysheva · Rússia                  | Satoko Miyahara · Japão                     | Elena Radionova · Rússia              |
| Duplas detalhes               | Meagan Duhamel · Eric Radford · Canadá           | Sui Wenjing · Han Cong · China              | Pang Qing · Tong Jian · China         |
| Dança no gelo detalhes        | Gabriella Papadakis · Guillaume Cizeron · França | Madison Chock · Evan Bates · Estados Unidos | Kaitlyn Weaver · Andrew Poje · Canadá |

## Resultados

### Individual masculino
| Pos.                                                  | Nome                       | Nacionalidade    | Pontos | PC         | PL          |
| ----------------------------------------------------- | -------------------------- | ---------------- | ------ | ---------- | ----------- |
| Medalha de ouro                                       | Javier Fernández           | Espanha          | 273.90 | 92.74 (2)  | 181.16 (2)  |
| Medalha de prata                                      | Yuzuru Hanyu               | Japão            | 271.08 | 95.20 (1)  | 175.88 (3)  |
| Medalha de bronze                                     | Denis Ten                  | Cazaquistão      | 267.72 | 85.89 (3)  | 181.83 (1)  |
| 4                                                     | Jason Brown                | Estados Unidos   | 248.29 | 84.32 (6)  | 163.97 (5)  |
| 5                                                     | Nam Nguyen                 | Canadá           | 242.59 | 77.73 (9)  | 164.86 (4)  |
| 6                                                     | Misha Ge                   | Uzbequistão      | 234.89 | 78.52 (8)  | 156.37 (7)  |
| 7                                                     | Maxim Kovtun               | Rússia           | 230.70 | 70.82 (16) | 159.88 (6)  |
| 8                                                     | Adam Rippon                | Estados Unidos   | 229.71 | 75.14 (11) | 154.57 (8)  |
| 9                                                     | Florent Amodio             | França           | 229.62 | 80.84 (7)  | 148.78 (11) |
| 10                                                    | Yan Han                    | China            | 229.15 | 84.45 (5)  | 144.70 (13) |
| 11                                                    | Joshua Farris              | Estados Unidos   | 223.04 | 73.52 (13) | 149.52 (10) |
| 12                                                    | Takahiko Kozuka            | Japão            | 222.69 | 70.15 (19) | 146.81 (9)  |
| 13                                                    | Sergei Voronov             | Rússia           | 218.41 | 84.70 (4)  | 133.71 (17) |
| 14                                                    | Ronald Lam                 | Hong Kong        | 214.36 | 72.66 (14) | 141.70 (14) |
| 15                                                    | Michal Březina             | República Tcheca | 213.83 | 76.84 (10) | 136.99 (15) |
| 16                                                    | Takahito Mura              | Japão            | 211.74 | 64.93 (23) | 146.81 (12) |
| 17                                                    | Alexei Bychenko            | Israel           | 209.26 | 74.98 (12) | 137.28 (16) |
| 18                                                    | Chafik Besseghier          | França           | 199.86 | 70.27 (18) | 129.59 (19) |
| 19                                                    | Lee June-hyoung            | Coreia do Sul    | 197.52 | 64.51 (24) | 133.01 (18) |
| 20                                                    | Brendan Kerry              | Austrália        | 194.57 | 70.36 (17) | 124.21 (21) |
| 21                                                    | Michael Christian Martinez | Filipinas        | 192.38 | 67.03 (22) | 125.35 (20) |
| 22                                                    | Jeremy Ten                 | Canadá           | 183.79 | 72.28 (15) | 111.51 (22) |
| 23                                                    | Alexander Majorov          | Suécia           | 176.55 | 67.53 (21) | 109.02 (23) |
| 24                                                    | Yaroslav Paniot            | Ucrânia          | 174.52 | 69.09 (20) | 105.43 (24) |
| Não avançaram para a patinação livre / programa longo |                            |                  |        |            |             |
| 25                                                    | Ivan Righini               | Itália           | —      | 63.05 (25) |             |
| 26                                                    | Song Nan                   | China            | —      | 61.69 (26) |             |
| 27                                                    | Petr Coufal                | República Tcheca | —      | 60.31 (27) |             |
| 28                                                    | Pavel Ignatenko            | Bielorrússia     | —      | 58.78 (28) |             |
| 29                                                    | Peter Liebers              | Alemanha         | —      | 54.28 (29) |             |
| 30                                                    | Stéphane Walker            | Suíça            | —      | 53.42 (30) |             |

### Individual feminino
| Pos.                                                  | Nome                       | Nacionalidade    | Pontos | PC         | PL          |
| ----------------------------------------------------- | -------------------------- | ---------------- | ------ | ---------- | ----------- |
| Medalha de ouro                                       | Elizaveta Tuktamysheva     | Rússia           | 210.36 | 77.62 (1)  | 132.74 (1)  |
| Medalha de prata                                      | Satoko Miyahara            | Japão            | 193.60 | 67.02 (3)  | 126.58 (4)  |
| Medalha de bronze                                     | Elena Radionova            | Rússia           | 191.47 | 69.51 (2)  | 121.96 (6)  |
| 4                                                     | Gracie Gold                | Estados Unidos   | 188.96 | 60.73 (8)  | 128.23 (2)  |
| 5                                                     | Ashley Wagner              | Estados Unidos   | 185.01 | 57.81 (11) | 127.20 (3)  |
| 6                                                     | Rika Hongo                 | Japão            | 184.58 | 62.17 (5)  | 122.41 (5)  |
| 7                                                     | Kanako Murakami            | Japão            | 179.66 | 65.48 (4)  | 114.18 (8)  |
| 8                                                     | Polina Edmunds             | Estados Unidos   | 177.83 | 61.71 (7)  | 116.12 (7)  |
| 9                                                     | Li Zijun                   | China            | 165.22 | 61.83 (6)  | 103.39 (11) |
| 10                                                    | Maé-Bérénice Méité         | França           | 162.75 | 57.08 (12) | 105.67 (10) |
| 11                                                    | Alaine Chartrand           | Canadá           | 161.18 | 60.24 (10) | 100.94 (12) |
| 12                                                    | Park So-youn               | Coreia do Sul    | 160.75 | 53.95 (15) | 106.80 (9)  |
| 13                                                    | Anna Pogorilaya            | Rússia           | 160.31 | 60.50 (9)  | 99.81 (13)  |
| 14                                                    | Joshi Helgesson            | Suécia           | 155.35 | 56.28 (13) | 99.07 (14)  |
| 15                                                    | Nicole Rajičová            | Eslováquia       | 152.61 | 54.40 (14) | 98.21 (15)  |
| 16                                                    | Angelīna Kučvaļska         | Letônia          | 141.54 | 45.74 (23) | 95.80 (16)  |
| 17                                                    | Anne Line Gjersem          | Noruega          | 139.75 | 49.25 (20) | 90.50 (17)  |
| 18                                                    | Daša Grm                   | Eslovênia        | 137.45 | 47.21 (22) | 90.24 (18)  |
| 19                                                    | Kim Hae-jin                | Coreia do Sul    | 136.24 | 50.03 (18) | 86.21 (19)  |
| 20                                                    | Roberta Rodeghiero         | Itália           | 134.74 | 51.42 (17) | 83.32 (21)  |
| 21                                                    | Gabrielle Daleman          | Canadá           | 133.57 | 48.13 (21) | 85.44 (20)  |
| 22                                                    | Elene Gedevanishvili       | Geórgia          | 132.25 | 52.11 (16) | 80.14 (22)  |
| 23                                                    | Nicole Schott              | Alemanha         | 127.56 | 49.29 (19) | 78.27 (23)  |
| 24                                                    | Giada Russo                | Itália           | 120.11 | 43.85 (24) | 76.26 (24)  |
| Não avançaram para a patinação livre / programa longo |                            |                  |        |            |             |
| 25                                                    | Natalia Popova             | Ucrânia          | —      | 43.60 (25) |             |
| 26                                                    | Ivett Tóth                 | Hungria          | —      | 43.47 (26) |             |
| 27                                                    | Eliška Březinová           | República Tcheca | —      | 43.37 (27) |             |
| 28                                                    | Aleksandra Golovkina       | Lituânia         | —      | 43.16 (28) |             |
| 29                                                    | Anastasia Galustyan        | Armênia          | —      | 41.84 (29) |             |
| 30                                                    | Netta Schreiber            | Israel           | —      | 41.84 (30) |             |
| 31                                                    | Kiira Korpi                | Finlândia        | —      | 41.11 (31) |             |
| 32                                                    | Niki Wories                | Países Baixos    | —      | 40.38 (32) |             |
| 33                                                    | Eveline Brunner            | Suíça            | —      | 39.69 (33) |             |
| 34                                                    | Alisson Krystle Perticheto | Filipinas        | —      | 38.75 (34) |             |
| 35                                                    | Brooklee Han               | Austrália        | —      | 35.54 (35) |             |
| WD                                                    | Kerstin Frank              | Áustria          | —      | — (WD)     |             |

### Duplas
| Pos.                                                  | Nome                                   | Nacionalidade  | Pontos | PC         | PL          |
| ----------------------------------------------------- | -------------------------------------- | -------------- | ------ | ---------- | ----------- |
| Medalha de ouro                                       | Meagan Duhamel / Eric Radford          | Canadá         | 221.53 | 76.98 (1)  | 144.55 (1)  |
| Medalha de prata                                      | Sui Wenjing / Han Cong                 | China          | 214.12 | 71.63 (3)  | 142.49 (2)  |
| Medalha de bronze                                     | Pang Qing / Tong Jian                  | China          | 212.77 | 72.59 (2)  | 140.18 (3)  |
| 4                                                     | Peng Cheng / Zhang Hao                 | China          | 206.63 | 69.67 (5)  | 136.96 (4)  |
| 5                                                     | Yuko Kavaguti / Alexander Smirnov      | Rússia         | 198.91 | 71.59 (4)  | 127.32 (6)  |
| 6                                                     | Evgenia Tarasova / Vladimir Morozov    | Rússia         | 198.46 | 67.71 (6)  | 130.75 (5)  |
| 7                                                     | Alexa Scimeca / Chris Knierim          | Estados Unidos | 185.81 | 65.56 (7)  | 120.25 (7)  |
| 8                                                     | Julianne Séguin / Charlie Bilodeau     | Canadá         | 178.03 | 60.53 (10) | 117.50 (10) |
| 9                                                     | Vanessa James / Morgan Ciprès          | França         | 177.34 | 58.28 (12) | 119.06 (8)  |
| 10                                                    | Kristina Astakhova / Alexei Rogonov    | Rússia         | 173.58 | 55.55 (13) | 118.03 (9)  |
| 11                                                    | Valentina Marchei / Ondřej Hotárek     | Itália         | 172.55 | 60.56 (9)  | 111.99 (11) |
| 12                                                    | Haven Denney / Brandon Frazier         | Estados Unidos | 172.51 | 61.32 (8)  | 111.19 (12) |
| 13                                                    | Lubov Iliushechkina / Dylan Moscovitch | Canadá         | 169.91 | 60.32 (11) | 109.59 (13) |
| 14                                                    | Nicole Della Monica / Matteo Guarise   | Itália         | 151.77 | 54.48 (14) | 97.29 (15)  |
| 15                                                    | Mari Vartmann / Aaron Van Cleave       | Alemanha       | 147.84 | 47.76 (15) | 100.08 (14) |
| 16                                                    | Amani Fancy / Christopher Boyadji      | Reino Unido    | 130.22 | 46.69 (16) | 83.53 (16)  |
| Não avançaram para a patinação livre / programa longo |                                        |                |        |            |             |
| 17                                                    | Maria Paliakova / Nikita Bochkov       | Bielorrússia   | —      | 46.17 (17) |             |
| 18                                                    | Miriam Ziegler / Severin Kiefer        | Áustria        | —      | 45.99 (18) |             |
| 19                                                    | Narumi Takahashi / Ryuichi Kihara      | Japão          | —      | 44.54 (19) |             |

### Dança no gelo
| Pos.                                     | Nome                                         | Nacionalidade  | Pontos | DC         | DL         |
| ---------------------------------------- | -------------------------------------------- | -------------- | ------ | ---------- | ---------- |
| Medalha de ouro                          | Gabriella Papadakis / Guillaume Cizeron      | França         | 184.28 | 71.94 (4)  | 112.34 (1) |
| Medalha de prata                         | Madison Chock / Evan Bates                   | Estados Unidos | 181.34 | 74.47 (1)  | 106.87 (2) |
| Medalha de bronze                        | Kaitlyn Weaver / Andrew Poje                 | Canadá         | 179.42 | 72.68 (2)  | 106.74 (3) |
| 4                                        | Anna Cappellini / Luca Lanotte               | Itália         | 177.50 | 72.39 (3)  | 105.11 (4) |
| 5                                        | Maia Shibutani / Alex Shibutani              | Estados Unidos | 172.03 | 69.32 (6)  | 102.71 (5) |
| 6                                        | Piper Gilles / Paul Poirier                  | Canadá         | 165.22 | 65.90 (7)  | 99.32 (6)  |
| 7                                        | Elena Ilinykh / Ruslan Zhiganshin            | Rússia         | 164.84 | 69.46 (5)  | 95.38 (9)  |
| 8                                        | Ksenia Monko / Kirill Khaliavin              | Rússia         | 159.13 | 62.36 (10) | 96.77 (8)  |
| 9                                        | Alexandra Stepanova / Ivan Bukin             | Rússia         | 156.95 | 59.62 (14) | 97.33 (7)  |
| 10                                       | Madison Hubbell / Zachary Donohue            | Estados Unidos | 156.56 | 61.43 (11) | 95.13 (10) |
| 11                                       | Laurence Fournier Beaudry / Nikolaj Sørensen | Dinamarca      | 156.23 | 62.40 (9)  | 93.83 (11) |
| 12                                       | Charlène Guignard / Marco Fabbri             | Itália         | 153.84 | 61.02 (12) | 92.82 (12) |
| 13                                       | Alexandra Paul / Mitchell Islam              | Canadá         | 152.59 | 64.38 (8)  | 88.21 (14) |
| 14                                       | Sara Hurtado / Adrià Díaz                    | Espanha        | 148.67 | 59.16 (15) | 89.51 (13) |
| 15                                       | Federica Testa / Lukáš Csölley               | Eslováquia     | 142.29 | 60.07 (13) | 82.22 (15) |
| 16                                       | Alisa Agafonova / Alper Uçar                 | Turquia        | 136.47 | 56.07 (16) | 80.40 (16) |
| 17                                       | Oleksandra Nazarova / Maksym Nikitin         | Ucrânia        | 133.80 | 55.08 (17) | 78.72 (17) |
| 18                                       | Carolina Moscheni / Ádám Lukács              | Hungria        | 131.01 | 53.05 (19) | 77.96 (18) |
| 19                                       | Wang Shiyue / Liu Xinyu                      | China          | 128.77 | 54.38 (18) | 74.39 (19) |
| 20                                       | Allison Reed / Vasili Rogov                  | Israel         | 124.32 | 51.12 (20) | 73.20 (20) |
| Não avançaram para a dança livre / longa |                                              |                |        |            |            |
| 21                                       | Barbora Silna / Juri Kurakin                 | Áustria        | —      | 49.57 (21) |            |
| 22                                       | Cathy Reed / Chris Reed                      | Japão          | —      | 48.32 (22) |            |
| 23                                       | Irina Shtork / Taavi Rand                    | Estônia        | —      | 48.04 (23) |            |
| 24                                       | Natalia Kaliszek / Maksym Spodyriev          | Polônia        | —      | 45.46 (24) |            |
| 25                                       | Cecilia Törn / Jussiville Partanen           | Finlândia      | —      | 45.11 (25) |            |
| 26                                       | Rebeka Kim / Kirill Minov                    | Coreia do Sul  | —      | 45.09 (26) |            |
| 27                                       | Olivia Smart / Joseph Buckland               | Reino Unido    | —      | 44.32 (27) |            |
| 28                                       | Viktoria Kavaliova / Yurii Bieliaiev         | Bielorrússia   | —      | 43.21 (28) |            |
| 29                                       | Olga Jakushina / Andrey Nevskiy              | Letônia        | —      | 42.37 (29) |            |
| WD                                       | Nelli Zhiganshina / Alexander Gazsi          | Alemanha       | —      | — (WD)     |            |

## Quadro de medalhas
| Ordem | País           | Medalha de ouro | Medalha de prata | Medalha de bronze |    | Ordem por total |
| ----- | -------------- | --------------- | ---------------- | ----------------- | -- | --------------- |
| 1     | Canadá         | 1               |                  | 1                 | 2  | 1               |
| 1     | Rússia         | 1               |                  | 1                 | 2  | 1               |
| 3     | Espanha        | 1               |                  |                   | 1  | 5               |
| 3     | França         | 1               |                  |                   | 1  | 5               |
| 5     | Japão          |                 | 2                |                   | 2  | 1               |
| 6     | China          |                 | 1                | 1                 | 2  | 1               |
| 7     | Estados Unidos |                 | 1                |                   | 1  | 5               |
| 8     | Cazaquistão    |                 |                  | 1                 | 1  | 5               |
| TOTAL | TOTAL          | 4               | 4                | 4                 | 12 | —               |